# رنه توفت هنسن
رنه توفت هنسن (دانمارکی: René Toft Hansen؛ زادهٔ ۱ نوامبر ۱۹۸۴) بازیکن هندبال اهل دانمارک است.